# Sikkim
Le Sikkim est un État du nord de l'Inde, dans l'Himalaya.
Ancien royaume de culture tibétaine, rattaché à l'Inde en 1975, le Sikkim est l'État le moins peuplé du pays et le deuxième plus petit État de l'Inde, après Goa. Il est bordé à l'ouest par le Népal (province de Koshi), au nord et à l'est par la Région autonome du Tibet en Chine, au sud-est par le Bhoutan et au sud l'État indien du Bengale-Occidental (région de Darjeeling).
Les langues officielles de l'État sont l'anglais, le népalais, le sikkimais et lepcha, mais ses langues traditionnelles sont des dialectes du tibétain, le vbras-ljongs-skad (souvent orthographié drejonke), le lepcha et le limbou, trois langues tibéto-birmanes. Le Sikkim est le seul État de l'Inde dont la majorité de la population est non pas autochtone mais d'origine népalaise.

## Étymologie
L'origine la plus acceptée du nom « Sikkim » est la combinaison de deux mots limbu : Su qui signifie « nouveau » et Khyim qui signifie « palais » ou « maison » en référence au palais construit par le premier monarque du pays, Phuntsog Namgyal. Le nom tibétain du Sikkim est Denjong : la « vallée du riz ». Les Lepchas, premiers habitants du Sikkim, l'appelaient Nye-mae-el (« bon pays ») et les Bhutia le nommaient Beymul Denjong (« vallée cachée du riz »).

## Histoire

### Royaume du Sikkim (1642-1975)

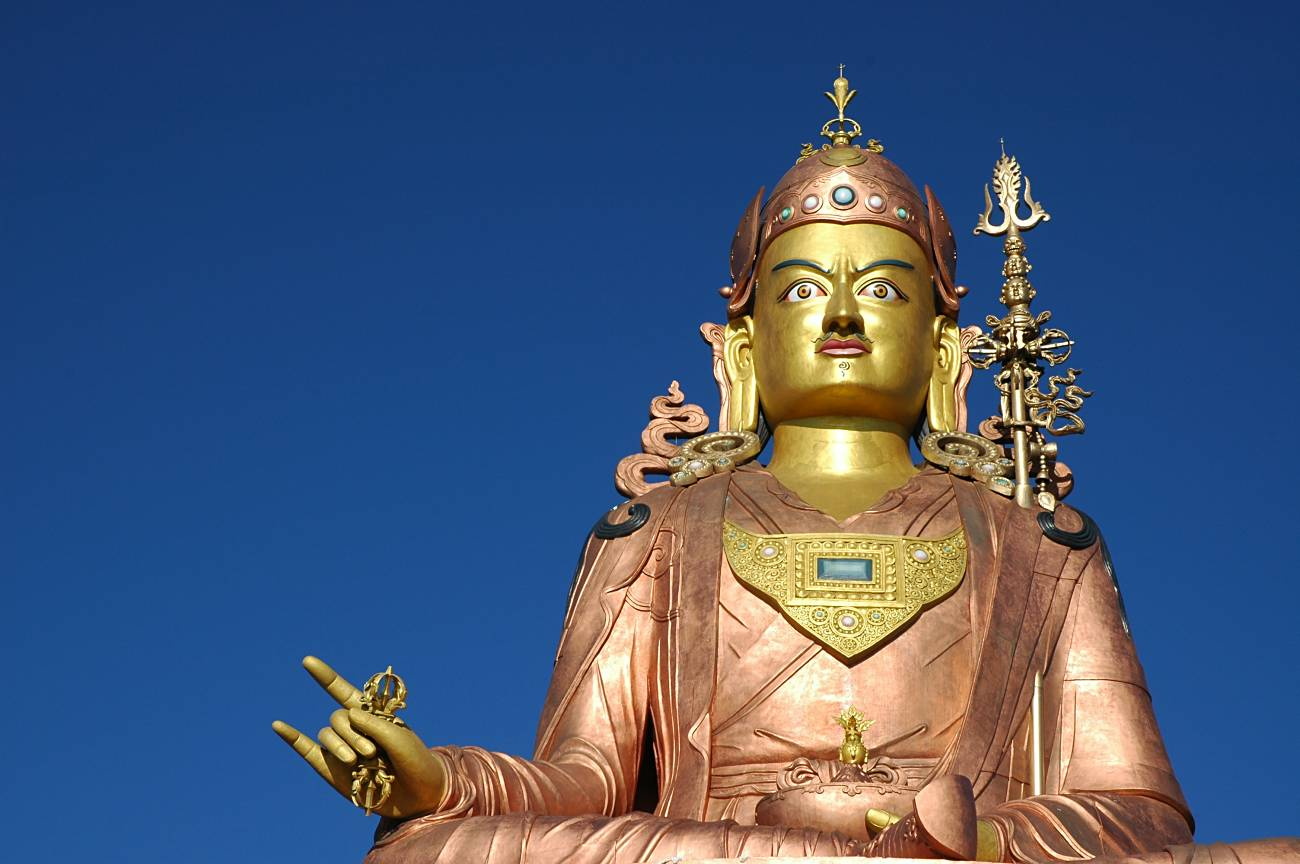
Statue de Padmasambhava, saint-patron du Sikkim.

Le plus ancien événement dont subsiste une trace dans l'histoire du Sikkim est le passage du maître indien Padmasambhava, figure bouddhiste vénérée, au VIIIe siècle. Selon la légende, il y bénit la terre, y introduit le bouddhisme et prédit la monarchie qui s'installera des siècles plus tard. Au XIIIe siècle, toujours selon la légende, Gourou Tashi, un prince provenant de Minyak dans le Kham (au Tibet oriental) a une révélation divine la nuit, qui lui ordonne de voyager vers le Sud pour chercher fortune. Ses descendants forment par la suite la famille royale du Sikkim : en 1642, le 5e descendant de Gourou Tashi, Phuntsog Namgyal, est consacré 1er chogyal du Sikkim par trois lamas venus du Nord, de l'Ouest et du Sud, à Yuksom ; cet événement marque le début de la monarchie.
Le fils de Phuntsog Namgyal, Tensung Namgyal, lui succède en 1670. Ce dernier déplace la capitale de Yuksom à Rabdentse. En 1700, le Sikkim est envahi par le Bhoutan avec l'aide de la demi-sœur du chogyal, qui avait été écartée du trône. Les Bhoutanais sont ensuite chassés par les Tibétains, qui restituent le trône au chogyal en 1710. Entre 1717 et 1733, le royaume fait face à de nombreuses incursions des Népalais à l'ouest et des Bhoutanais à l'est ; elles culminent avec la destruction de Rabdentse par les troupes népalaises. En 1791, la Chine envoie des troupes soutenir le Sikkim et défendre le Tibet contre les Gurkhas. À la suite de la défaite du Népal, la dynastie Qing prend le contrôle du Sikkim,.

### Influence britannique

Drapeau de l'ancien royaume du Sikkim, conçu en 1670 par Tensung Namgyal.

À la suite de l'arrivée du Raj britannique dans l'Inde voisine, le Sikkim s'allie avec la Grande-Bretagne contre leur ennemi commun, le Népal. Les Népalais attaquent le royaume, envahissant la région, y compris le Teraï. En conséquence, la Compagnie britannique des Indes orientales (1600-1875) attaque le Népal, conduisant à la guerre anglo-népalaise de 1814-1816. Les traités signés entre le Sikkim et le Népal conduisent ce dernier à restituer en 1817, au traité de Titalia, les territoires précédemment annexés. Par la suite, les relations entre le Sikkim et les Britanniques se tendent lorsque ces derniers commencent à taxer la région de Morang.
En 1849, deux médecins britanniques, Joseph Dalton Hooker et Archibald Campbell (en) (ce dernier chargé des relations entre les Britanniques et le gouvernement du Sikkim), s'aventurent dans les montagnes du Royaume, secrètement et sans autorisation. Ils sont détenus par le gouvernement du Sikkim, conduisant les Britanniques à organiser une expédition punitive à la suite de laquelle le district de Darjeeling et Morang sont annexés à l'Inde en 1853. Le chogyal devient un dirigeant opérant sous la direction du gouverneur britannique. 
En 1861, le traité de Tumlong (en), de libre-échange, et de protection des voyageurs se rendant au Sikkim, fait du Sikkim un État protégé par les Britanniques. 
En 1890, le Sikkim devient officiellement un protectorat britannique.
Le 7 septembre 1904, la convention entre la Grande-Bretagne et le Tibet, signée entre les Britanniques et le gouvernement tibétain, reconnaît les frontières entre le Sikkim et le Tibet mais n'entre pas en vigueur faute d'être ratifiée par le souverain impérial chinois,.

### Union avec l'Inde
En 1947, un référendum rejette l'intégration du Sikkim dans l'Union indienne nouvellement indépendante. Le Premier ministre de l'Inde, Jawaharlal Nehru, accorde un statut de protectorat au royaume. Un conseil d'État est établi en 1955 pour permettre la constitution d'un gouvernement constitutionnel sous la direction du chogyal. Pendant ce temps, le Congrès national du Sikkim exige de nouvelles élections et une meilleure représentation des Népalais. En 1973, à la suite d'émeutes devant le palais, le pays demande officiellement la protection de l'Inde. Le chogyal devient extrêmement impopulaire. En 1975, le Premier ministre fait appel au parlement indien pour modifier le statut du Sikkim et le faire admettre comme un État à part entière de l'Union. En avril, l'armée indienne prend le contrôle de Gangtok et désarme les gardes du palais. Un référendum (auquel 59 % des électeurs participent) approuve l'union avec l'Inde à 97,5 %. Le 16 mai 1975, le Sikkim devient officiellement le 22e État de l'Union indienne et la monarchie est abolie.

## Géographie

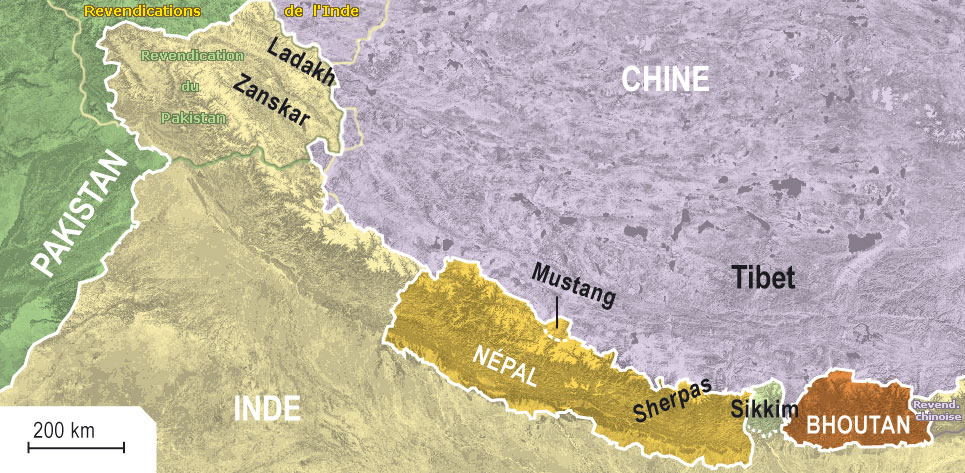
Le Sikkim et son environnement

### Topographie
Le Sikkim, État en forme de pouce enfoncé entre le Tibet, le Népal et le Bhoutan, est caractérisé par un relief globalement montagneux. Presque tout l'État est vallonné, avec une altitude allant de 280 à 8 598 mètres. Le sommet du Kangchenjunga (8 598 m), situé à cheval sur le Sikkim et le Népal, est le troisième plus haut sommet du monde et le point culminant de l'Inde.
Le Sikkim est entouré par les chaînes de l'Himalaya sur ses frontières nord, est et ouest. La zone la plus densément peuplée est située dans le sud de l'État. Il possède 28 sommets, 21 glaciers, 227 lacs d'altitude dont le Tsongmo, le Gurudongmar et le Khecheopalri. Huit cols le relient au Tibet, au Bhoutan et au Népal.
Les pentes rocheuses et à pic rendent la plupart des terres impropres à l'agriculture. Toutefois, certains coteaux ont été convertis en terres agricoles en utilisant des techniques de culture en terrasses. Environ un tiers du territoire est densément boisé.

### Hydrographie

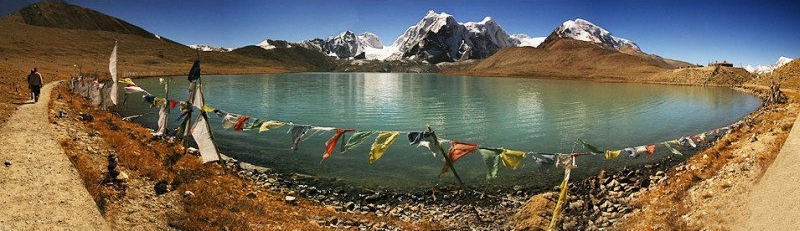
Le lac Gurudongmar dans le nord du Sikkim.

De nombreux ruisseaux alimentés par la fonte des neiges ont creusé des vallées fluviales, à l'ouest et au sud du Sikkim. Ces cours d'eau se combinent pour former le Tista et son affluent, le Rangit. Le Tista coule à travers l'État du nord au sud.
Les sources chaudes du Sikkim sont connues pour leurs propriétés médicinales et thérapeutiques. Les plus importantes sources d'eau chaude sont situées à Phurchachu (Reshi), Yumthang, Borang, Ralang, Taram-chu et Yumey Samdong. Elles ont une teneur élevée en soufre et sont situées près des berges des rivières. Certains émettent également de l'hydrogène. La température moyenne de l'eau de ces sources atteint 50 °C.

### Géologie

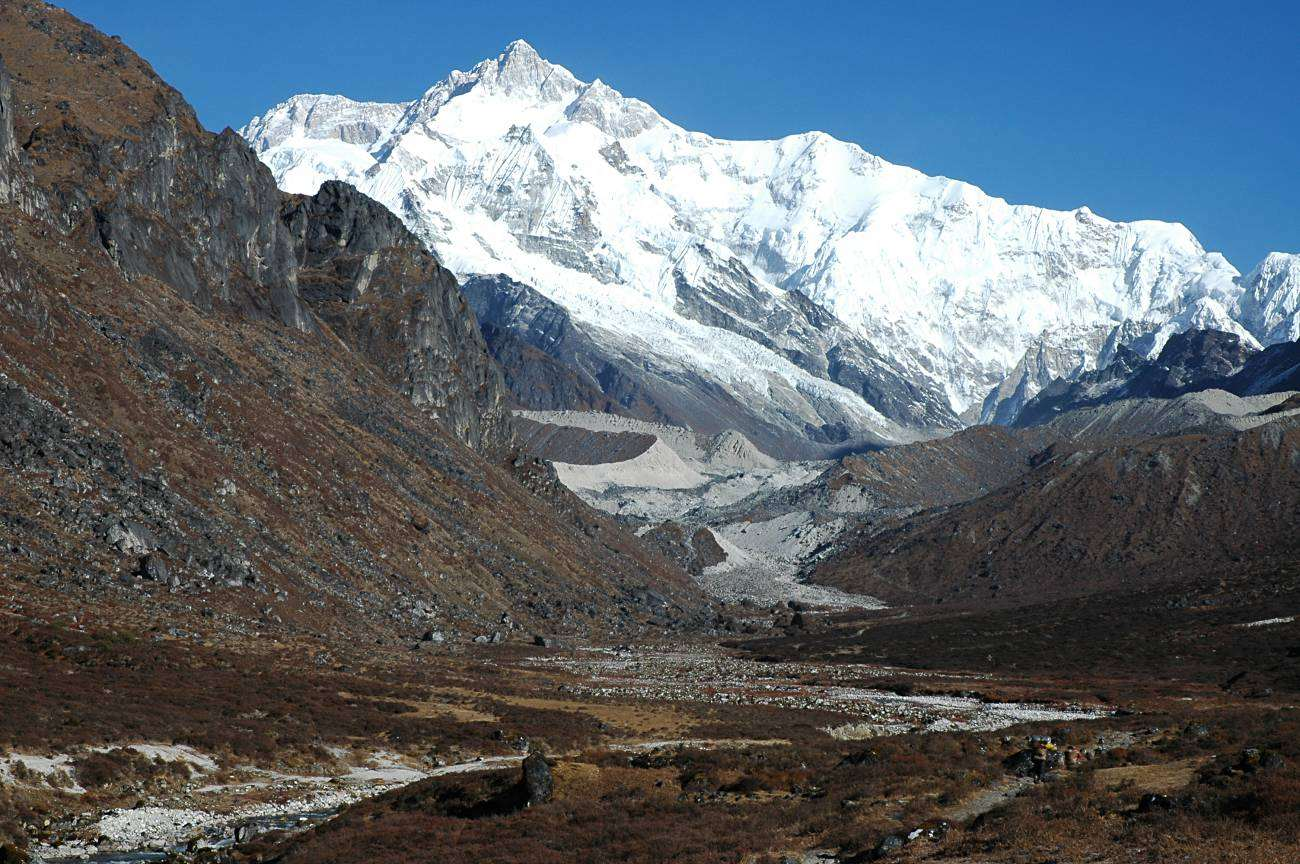
Le Kangchenjunga, (8598 m), plus haut sommet de l'Inde et troisième sommet du monde.

Les collines du Sikkim sont principalement constituées de gneiss et de roches à moitié schisteuses, recouvrant leur sol d'une terre argileuse brune généralement pauvre et peu profonde. La terre est grossière, avec de grandes concentrations d'oxyde de fer, allant de neutre à acide, pauvre en nutriments organiques et minéraux. Ce type de sol a tendance à supporter des forêts sempervirentes et caducifoliées.
Une grande partie du territoire du Sikkim est couverte par des roches précambriennes et est nettement plus jeune que les collines. Cette roche se compose de phyllites et de schistes et, par conséquent, les pentes sont très sensibles aux intempéries et sujettes à l'érosion. Ceci, combiné avec l'intensité de la pluie lors de la mousson, provoque une érosion des sols intense et de lourdes pertes d'éléments nutritifs du sol par lessivage. En conséquence, les glissements de terrain sont fréquents, isolant de nombreuses petites villes et villages des grands centres urbains.

### Climat
Le climat du Sikkim varie de subtropical dans le sud à celui de toundra dans le nord. La région de toundra est recouverte par la neige quatre mois par an et la température descend au-dessous de 0 °C presque toutes les nuits. Les sommets du nord-ouest du Sikkim sont toujours gelés. Toutefois, la plupart des régions habitées du Sikkim connaissent un climat tempéré, avec des températures dépassant rarement 28 °C en été et descendant peu en dessous de 0 °C en hiver. La température mensuelle moyenne en été est de 15 °C. La température moyenne annuelle pour la majeure partie du Sikkim est d'environ 18 °C.
Le Sikkim connait cinq saisons : l'hiver, le printemps, l'été et l'automne, ainsi qu'une saison de mousson entre juin et septembre. Il s'agit d'un des rares États de l'Inde à recevoir régulièrement des chutes de neige. La ligne des neiges éternelles varie de plus de 6 000 m au nord à moins de 5 000 m dans le sud. Pendant la mousson, des pluies diluviennes augmentent la possibilité de glissements de terrain. Le record de la plus longue période de pluie continue est de 11 jours. Dans la région du nord, en raison de la haute altitude, la température chute en dessous de −40 °C en hiver. Le brouillard affecte également de nombreuses régions de l'État durant l'hiver et la mousson, rendant le transport très dangereux.

### Flore
De toutes les teintes, de toutes les tailles, les orchidées sont la parure du Sikkim. On en trouve jusqu'à 3 000 mètres d'altitude. Aux côtés de ces aristocrates du règne végétal, on peut voir quatre mille espèces différentes de fleurs, des rhododendrons, des magnolias, mais aussi des plantes étranges comme l'Arisaema griffithii qui ressemble à un cobra.
On y trouve également dans les forêts, entre 700 et 1 400 m, une Oleaceae, l'Olea gamblei qui est une espèce endémique du pays.

### Subdivisions

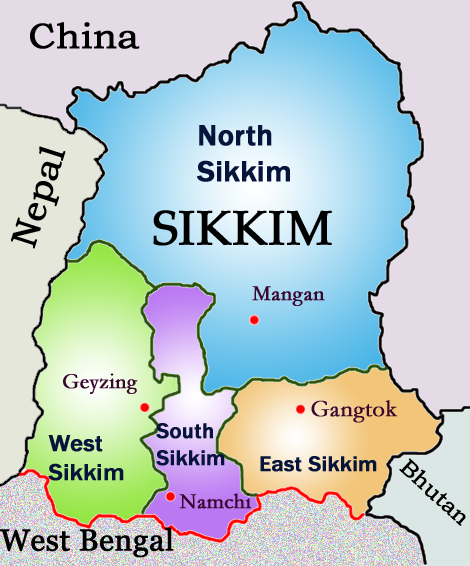
Carte politique du Sikkim indiquant sa subdivision en quatre districts et la localisation de leur chef-lieu.

Le Sikkim est subdivisé en quatre districts, chacun dirigé par un gouverneur nommé par le gouvernement central, le collecteur de district, qui est chargé de l'administration des zones civiles. L'armée indienne contrôle une proportion importante de l'État, le Sikkim étant une zone frontalière sensible. L'accès à de nombreuses régions est restreint et des permis sont nécessaires pour les visiter.
Les quatre districts sont le Sikkim de l'Est, le Sikkim de l'Ouest, le Sikkim du Nord et le Sikkim du Sud. Leurs chefs-lieux sont respectivement Gangtok, Gyalshing, Mangan et Namchi.

## Économie
En 2004, le produit intérieur brut du Sikkim était estimé à 478 millions de dollars.

### Agriculture

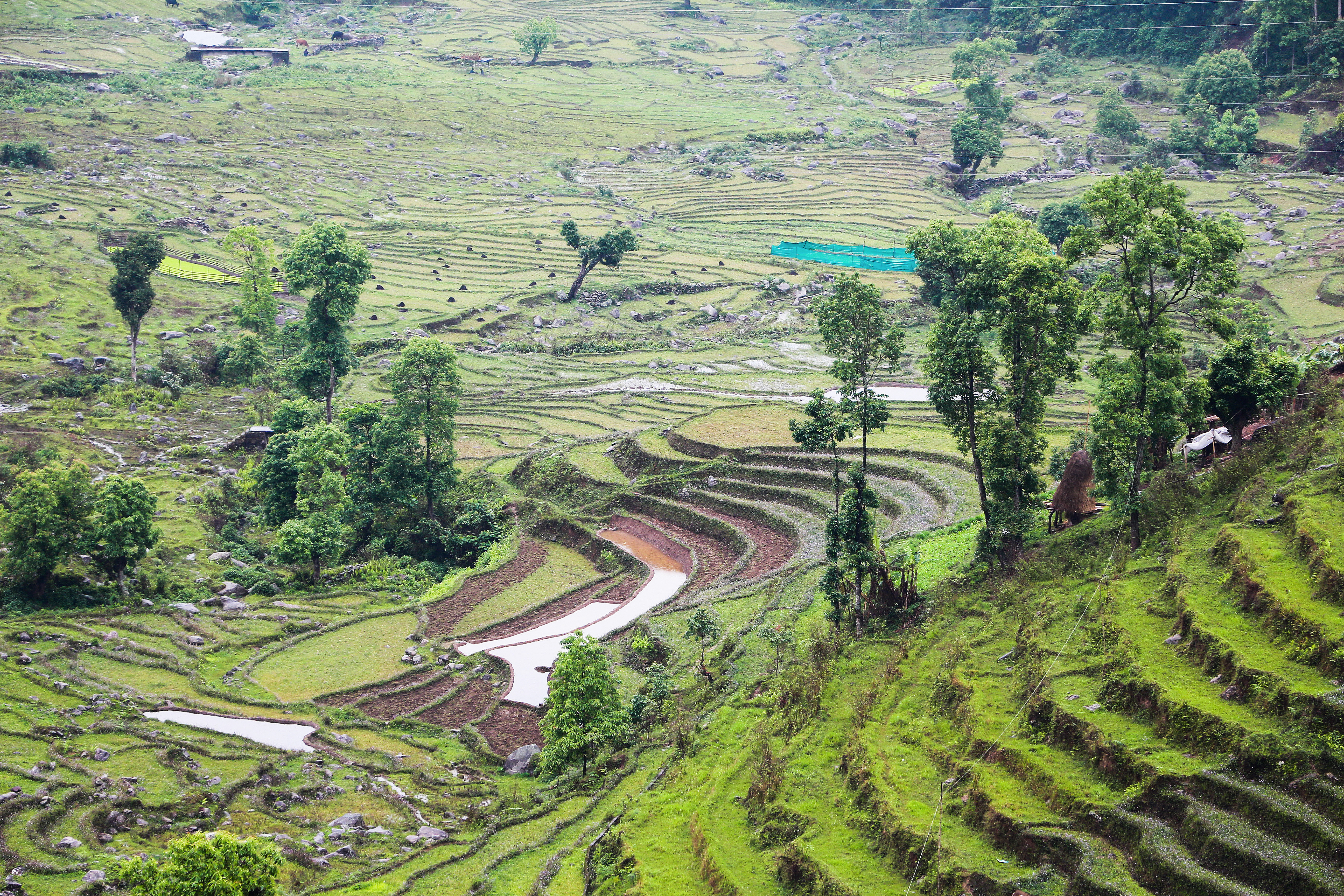
Cultures en terrasses.

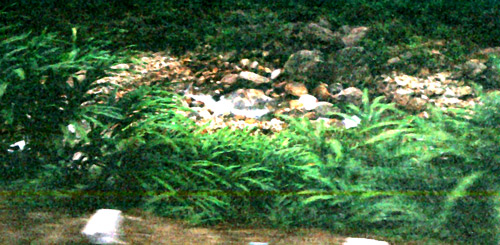
La cardamome est la principale production agricole du Sikkim.

L'économie de l'État est essentiellement basée sur l'agriculture. Les Britanniques y ont introduit la culture du riz en terrasses. On y trouve également des cultures de maïs, millet, blé, orge, oranges, thé et cardamome. Le Sikkim est le premier producteur de cardamome en Inde.
Dès 1997, anticipant un mouvement devenu universel, le gouvernement de l’État lance une campagne de mesures visant à créer une économie verte. Les domaines prioritaires définis dans sa politique sont l’agriculture biologique, l’horticulture, la floriculture, l’écotourisme et les énergies renouvelables, surtout hydraulique et solaire. Inaugurée en 2006, la campagne « Planter un arbre » oblige chaque habitant à faire pousser un jeune plant tous les ans afin de lutter contre la déforestation.
En 2003, le gouvernement du Sikkim, dirigé par Pawan Chamling, a décidé de convertir l’intégralité du territoire à l’agriculture biologique. Le Sikkim s'est déclaré complètement bio en 2013, devenant le premier État 100 % bio. Cependant la production alimentaire bio n'est pas économiquement soutenable et même la classe moyenne n'a pas les moyens de se l'offrir,. L'État doit donc importer la majorité de sa nourriture,.

### Industrie
En raison du terrain accidenté et de l'absence d'infrastructures de transport fiables, l'État ne possède pas de grandes industries. Les principales industries sont des brasseries, des distilleries, des tanneries et des horlogeries. Elles sont situées dans le sud de l'État, principalement dans les villes de Melli (en) et Jorethang. En 2005, le taux de croissance de l'État atteignait 8,3 %, le deuxième plus fort taux du pays après Delhi.

### Tourisme
Au cours des dernières années, le gouvernement du Sikkim a largement favorisé le tourisme . En conséquence, les recettes de l'État sont 14 fois plus grandes que ce qu'elles étaient au milieu des années 1990. L'État a récemment investi dans l'industrie naissante des paris en ligne. La loterie Playwin a été un succès commercial et opère dans l'ensemble du pays.
Le 6 juillet 2006, le col de Nathu La a été ouvert, reliant Lhassa, au Tibet, à l'Inde. Ce col, fermé depuis la guerre sino-indienne de 1962, était une branche secondaire de l'ancienne route de la soie.

## Transports
En raison de son terrain accidenté, le Sikkim ne possède pas d'aéroport ni de ligne ferroviaire. L'aéroport le plus proche est celui de Bagdogra, près de la ville de Siliguri au Bengale-Occidental. L'aéroport est situé à environ 124 km de Gangtok. Un service régulier d'hélicoptères relie Gangtok à Bagdogra ; le vol dure 30 minutes, ne fonctionne qu'une fois par jour et ne peut transporter que 4 personnes. L'hélipad de Gangtok est la seule plate-forme d'hélicoptère civile de l'État. Le premier aéroport du Sikkim devait ouvrir en mars 2017, à Pakyong.
Les gares ferroviaires les plus proches sont celles de Siliguri et New Jalpaiguri. Les autoroutes nationales 31 et 31A relient Siliguri à Gangtok. La compagnie de transport nationale du Sikkim gère des services de bus et de camion. Des bus, taxis touristiques et services de jeep privés traversent le Sikkim et le relient également à Siliguri. Une branche de l'autoroute relie Melli (en) à l'ouest du Sikkim. Les villes du sud et de l'ouest de l'État sont reliées à Kalimpong et Darjeeling, au nord du Bengale-Occidental. L'État est relié à la Chine par le col de Nathu La.

## Démographie

### Population
Le Sikkim est l'État le moins peuplé de l'Inde, avec seulement 610 577 habitants, 323 070 hommes et 287 507 femmes.
Il est également l'un des États indiens les moins densément peuplés avec seulement 86 habitants au kilomètre carré.
Sur la période 1991-2001, son accroissement démographique est de 32,98 %. Avec 50 000 habitants, Gangtok est la seule ville importante ; 11,06 % de la population du Sikkim est urbaine. Le revenu par habitant s'élève à 11 356 roupies, l'un des plus élevés du pays.
75 % des habitants du Sikkim sont d'origine népalaise, descendants de populations arrivées dans la région au XIXe siècle. Les populations d'origine sont constituées de Bhutias, qui ont migré de la région du Kham au Tibet au XIVe siècle, et de Lepchas (15 % de la population actuelle), dont on pense qu'ils ont émigré depuis l'Extrême-Orient. Les Tibétains résident principalement dans le nord et l'est de l'État. Les communautés immigrantes comprennent des Biharis, Bengalis et Marwaris qui possèdent la plupart des magasins dans le sud du Sikkim et à Gangtok.

### Religions

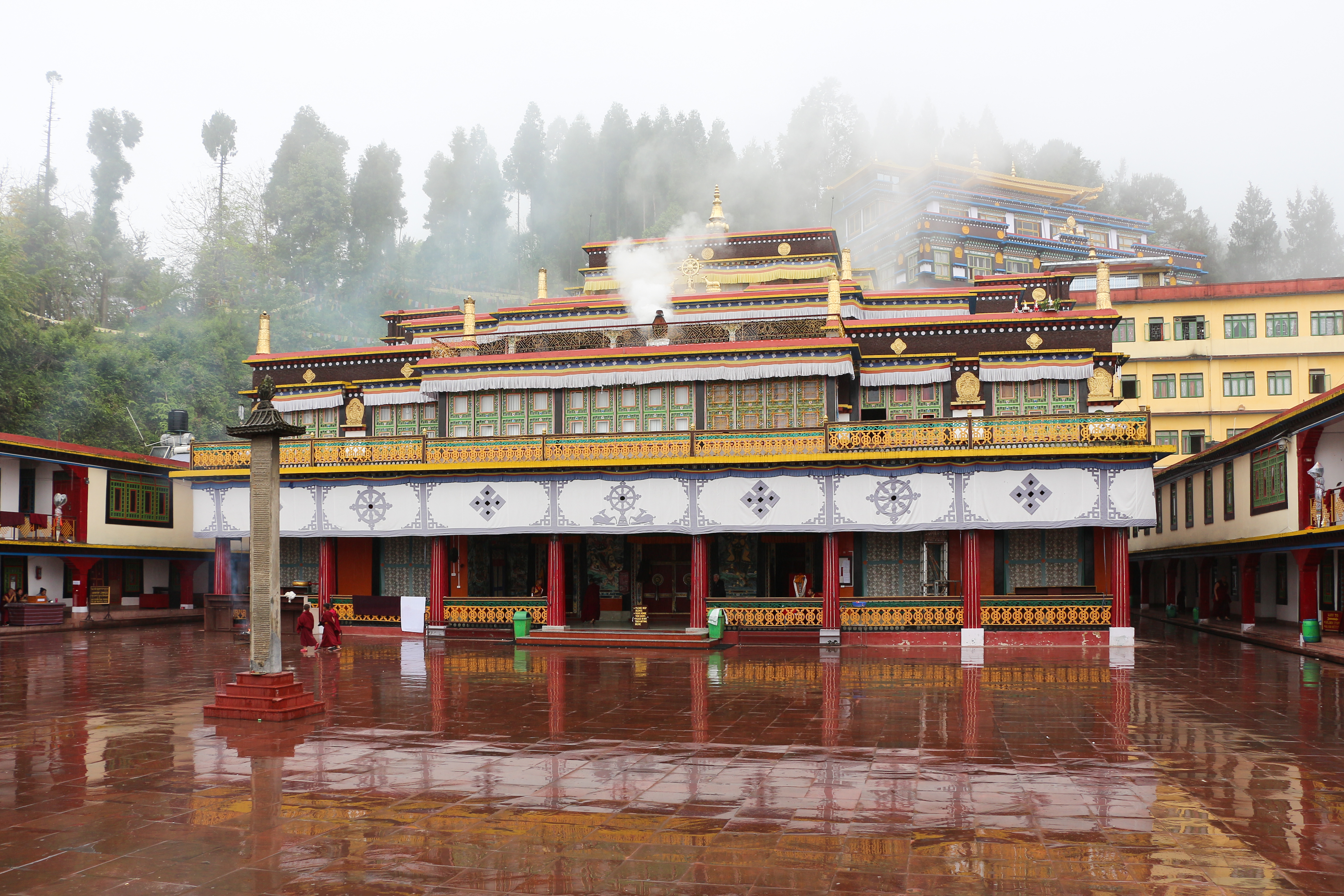
Monastère de Rumtek au Sikkim, siège du Karmapa en exil

L'hindouisme est la principale religion de cet État de l'Inde, pratiquée par 60,9 % de la population. Les bouddhistes ne constituent plus qu'une minorité religieuse, mais la plus importante, avec 28,1 % de la population. Les chrétiens regroupent 6,7 % de la population, essentiellement des personnes d'origine lepcha qui ont été converties par des missionnaires britanniques à partir de la fin du XIXe siècle. Parmi les autres minorités, on trouve des musulmans d'origine bihari. Bien que les tensions entre les Népalais et les Lepchas aient augmenté depuis le rattachement du Sikkim à l'Inde, l'État n'a pas connu la violence qu'ont rencontrée la plupart des autres États indiens.
Le bouddhisme aurait été introduit au Sikkim par Padmasambhava au VIIIe siècle. Avant l'abolition de la monarchie héréditaire et le rattachement du Sikkim à l'Union indienne en 1975, le bouddhisme tibétain était la religion officielle,,,. Selon Aparna Bhattacharya, Les dalaï-lamas jouissaient non seulement d'une suprématie politique, mais aussi d'une juridiction ecclésiastique sur l'État religieux du Sikkim.
Le Sikkim compte 67 monastères bouddhistes, dont le plus ancien, Dub–de, a été fondé par Lhatsun Chenpo vers 1642. Le monastère de Rumtek, siège du Karmapa en exil en Inde, est situé à proximité de Gangtok, ainsi que le monastère d'Enchey, l'Institut de tibétologie Namgyal et le chorten (stoupa) de Do-Drul.

### Langues
Le népalais est la lingua franca du Sikkim. L'anglais et l'hindî sont également parlés et compris dans la majeure partie du Sikkim. Parmi les autres langues parlées, on trouve le bhutia, le dzongkha, le groma, le gurung, le lepcha, le limbu, le magar, le majhi, le majhwar, le nepâlbhâshâ, le rai, le sikkimais, le sherpa, le sunuwar, le tamang, le thulung, le tibétain et le yakha.

## Gouvernement et vie politique

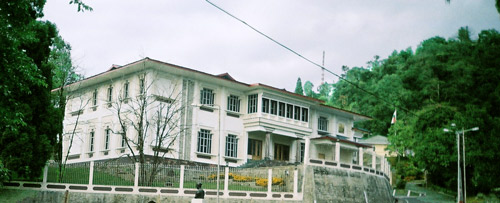
Le complexe du White Hall abrite les résidences du gouverneur et du ministre en chef du Sikkim.

### Représentation nationale
Le Sikkim est représenté au niveau fédéral par un siège dans chacune des deux chambres, le Lok Sabha et le Rajya Sabha.

### Gouvernement local
Comme tous les États indiens, le Sikkim possède un système parlementaire où s'exerce la démocratie représentative. Le gouvernement est formé de trois branches :

#### Pouvoir exécutif
Le gouverneur, nommé par le gouvernement fédéral de l'Inde, est le chef du pouvoir exécutif. Son poste est essentiellement honorifique et son principal rôle consiste à superviser le serment du ministre en chef. Celui-ci, qui possède le véritable pouvoir exécutif, est le chef du parti ou de la coalition qui remporte la majorité des suffrages aux élections au Parlement de l'État. Le gouverneur nomme ensuite les ministres sur proposition du ministre en chef.

#### Pouvoir législatif
Le Sikkim possède un parlement monocaméral, comme la plupart des autres États. Il comporte 32 sièges, dont l'un est réservé au Sangha.

#### Pouvoir judiciaire
Le système judiciaire comprend la Haute Cour du Sikkim (qui est la plus petite de l'Inde) et un ensemble de juridictions de premier niveau.

### Vie politique
Après l'abrogation de la monarchie, le Parti du Congrès obtient la majorité aux élections de 1977. En 1979, après une période d'instabilité, un gouvernement populaire mené par Nar Bahadur Bhandari, chef du Sikkim Sangram Parishad Party, s'installe aux commandes. Bhandari conserve le pouvoir aux élections de 1984 et 1989. En 1994, Pawan Kumar Chamling, du Front démocratique (SDF), devient ministre en chef. Le parti reste au pouvoir en 1999 et 2004. Aux élections de 2009, il gagne l'ensemble des sièges du parlement. À partir de 2014, le SDF est concurrencé par le Front révolutionnaire (SKM) qui remporte les élections du 11 avril 2019 en obtenant 17 sièges au Parlement. Le 27 mai suivant, P.S. Golay remplace Chamling comme ministre en chef.

## Galerie

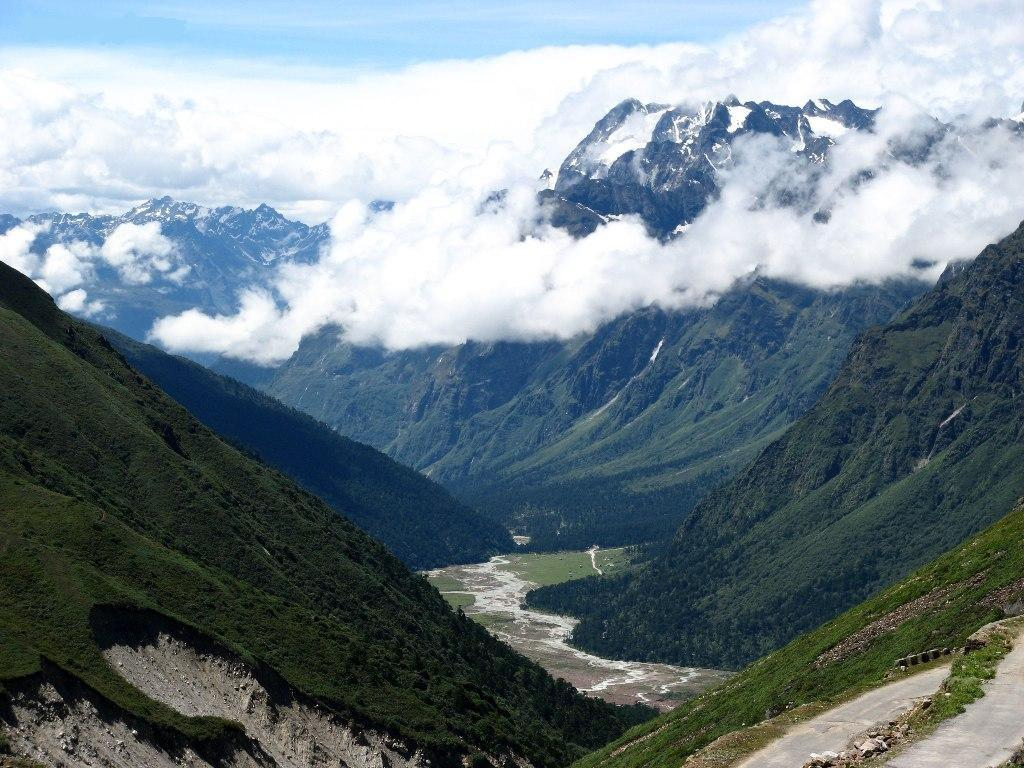
Vallée du Yumthang près de Lachung.
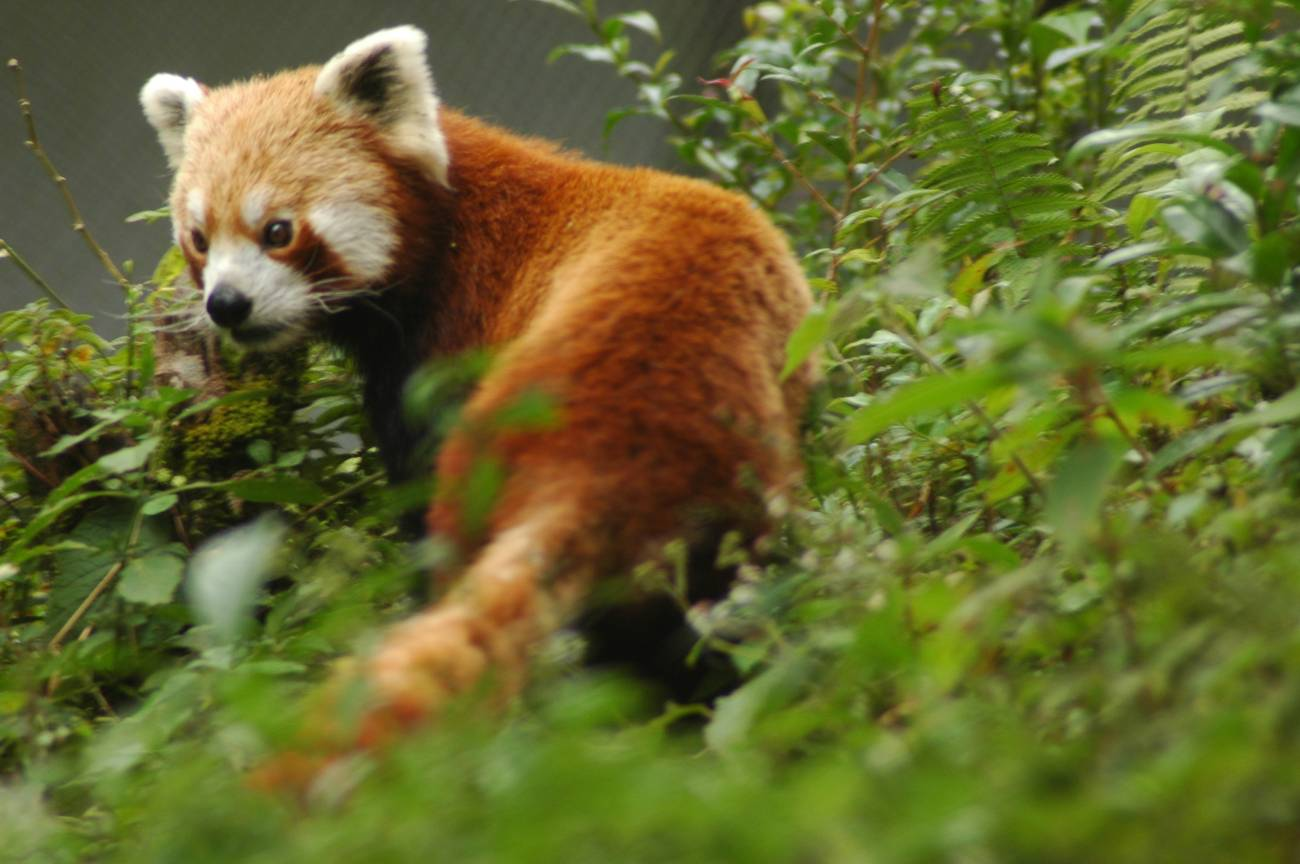
Panda roux (la mascotte de l'État) au zoo de Gangtok.
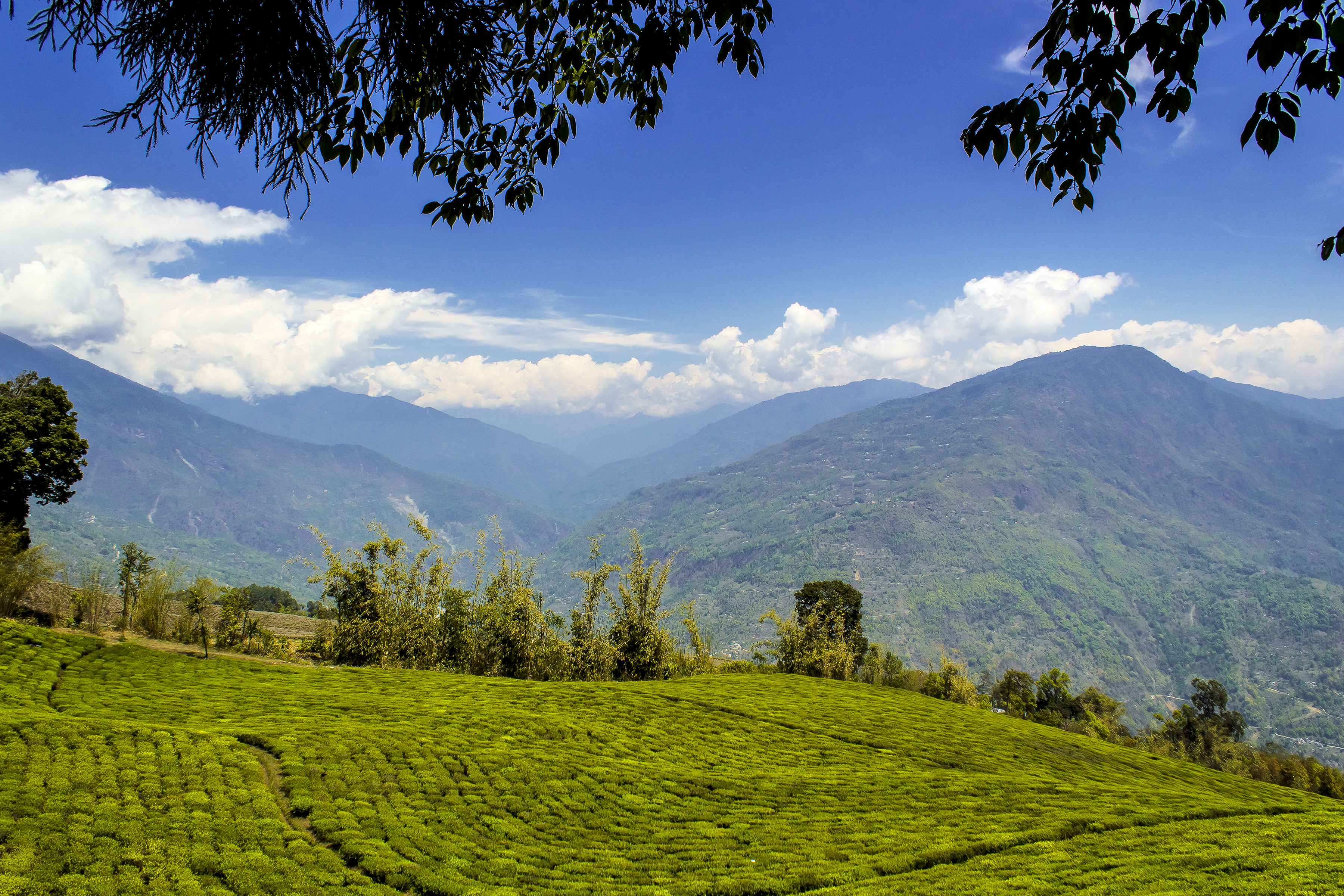
Plantation de thé à Temi.
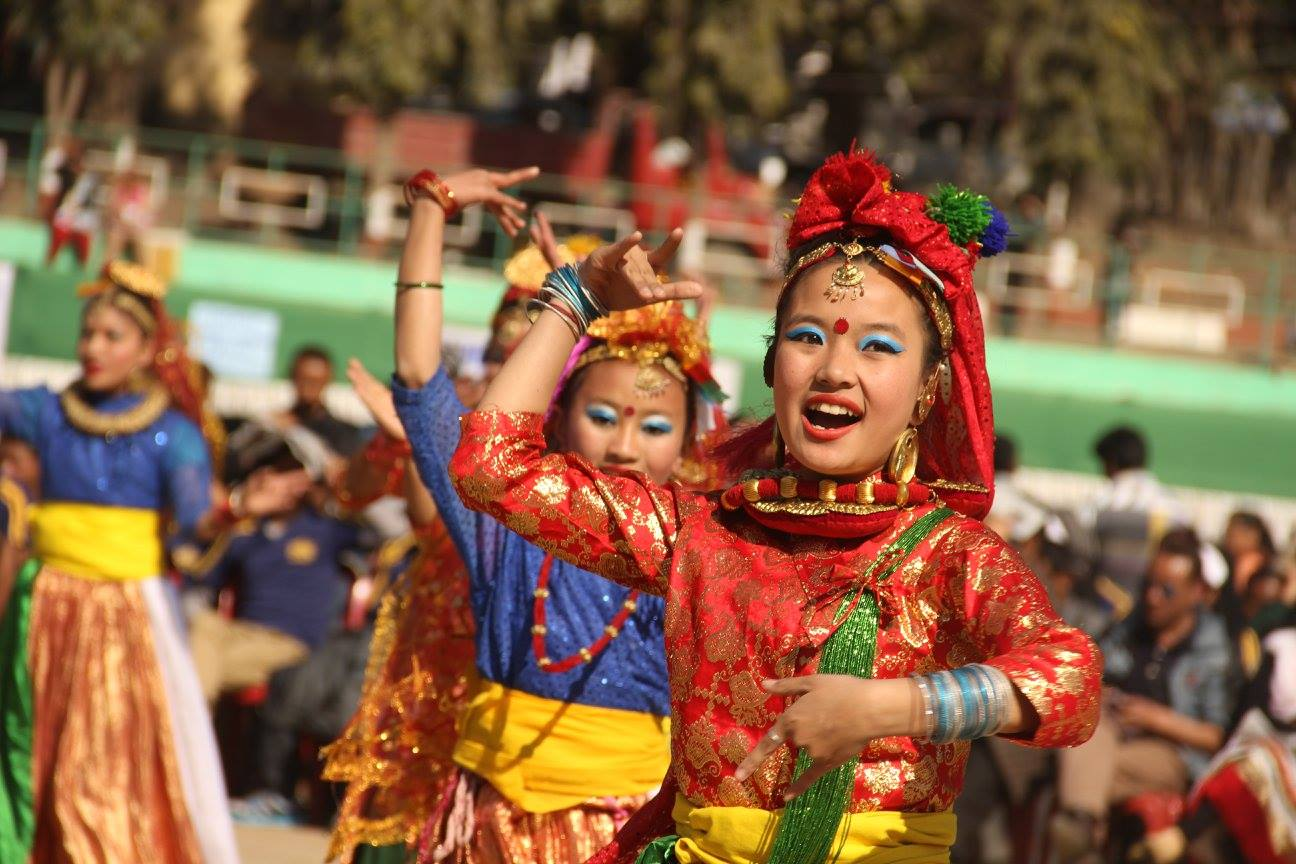
Représentation de danse traditionnelle à Jorethang.
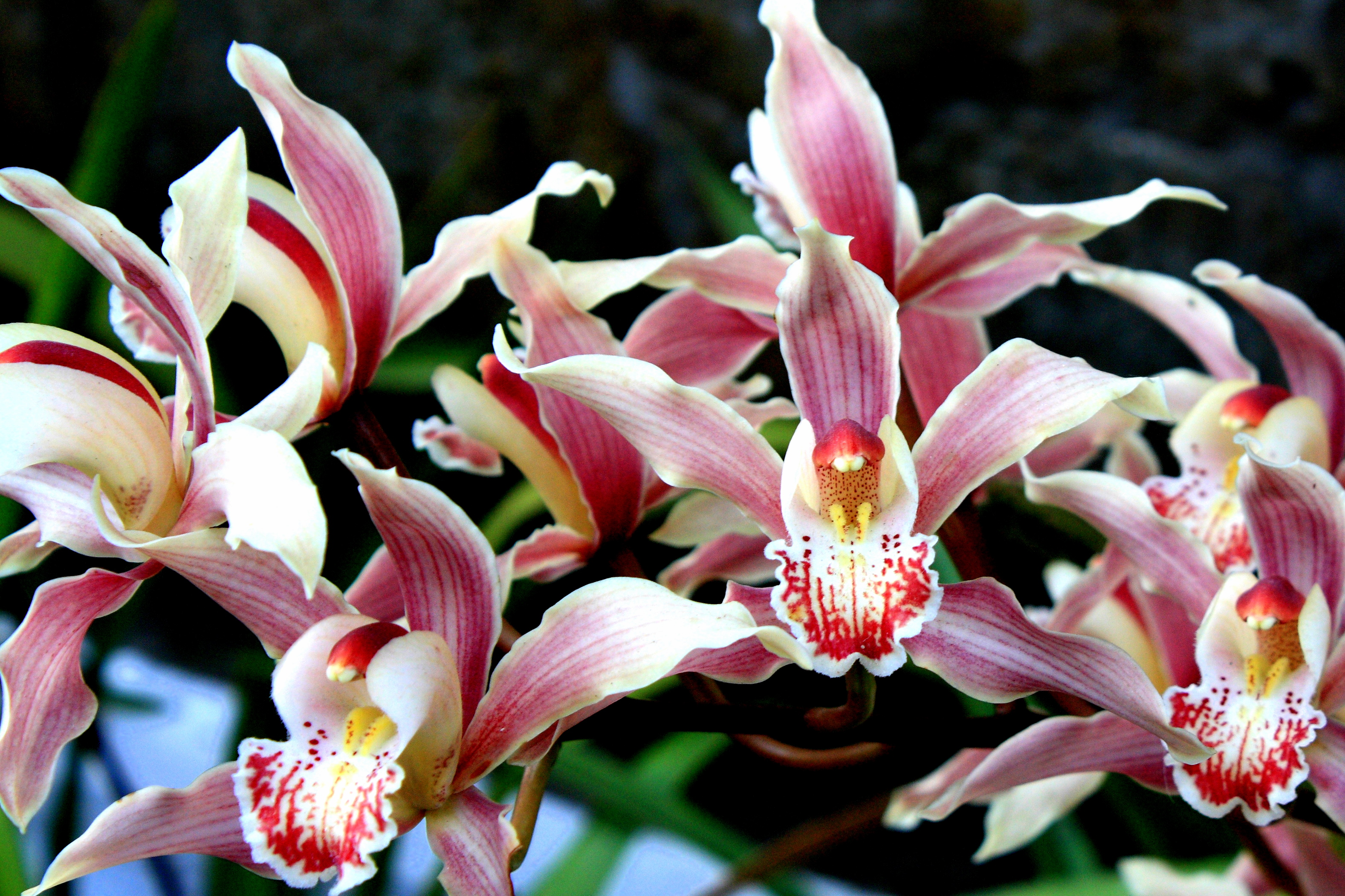
Orchidée Cymbidium erythraeum à la fête des fleurs de Gangtok.
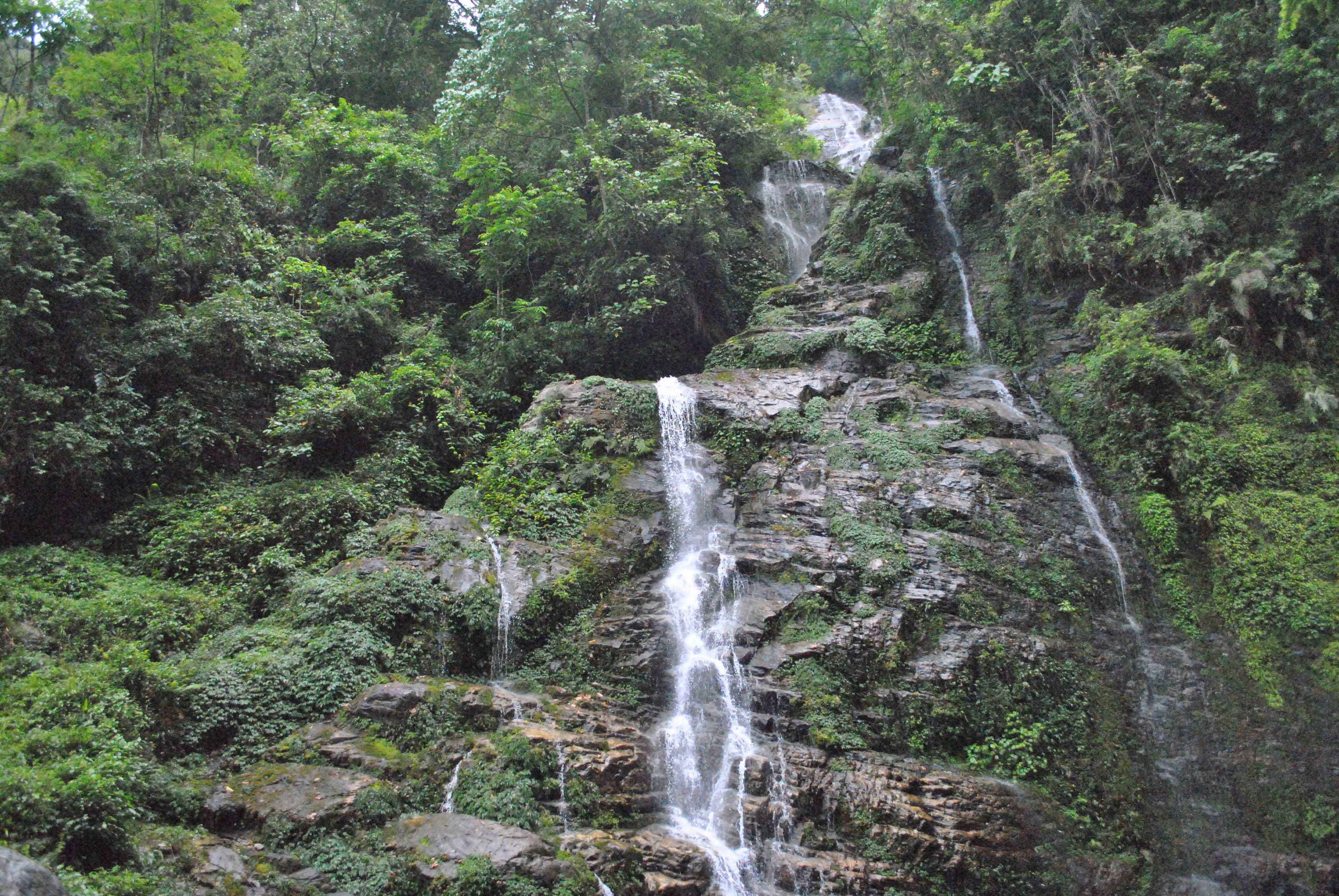
Cascade sur le Kanchenjunga.
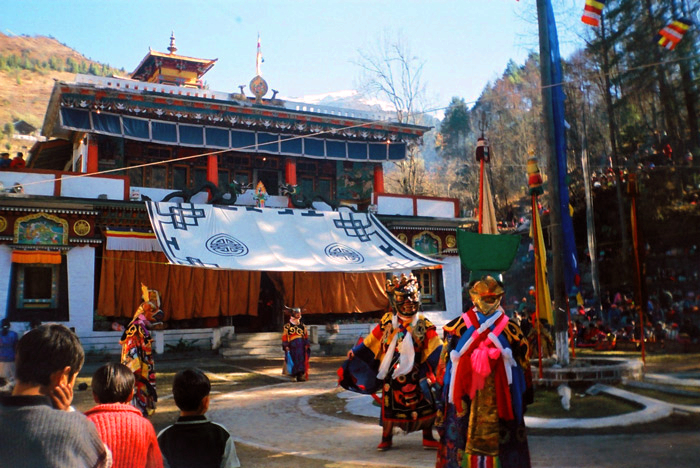
Célébration du Losar, le nouvel an bouddhiste.
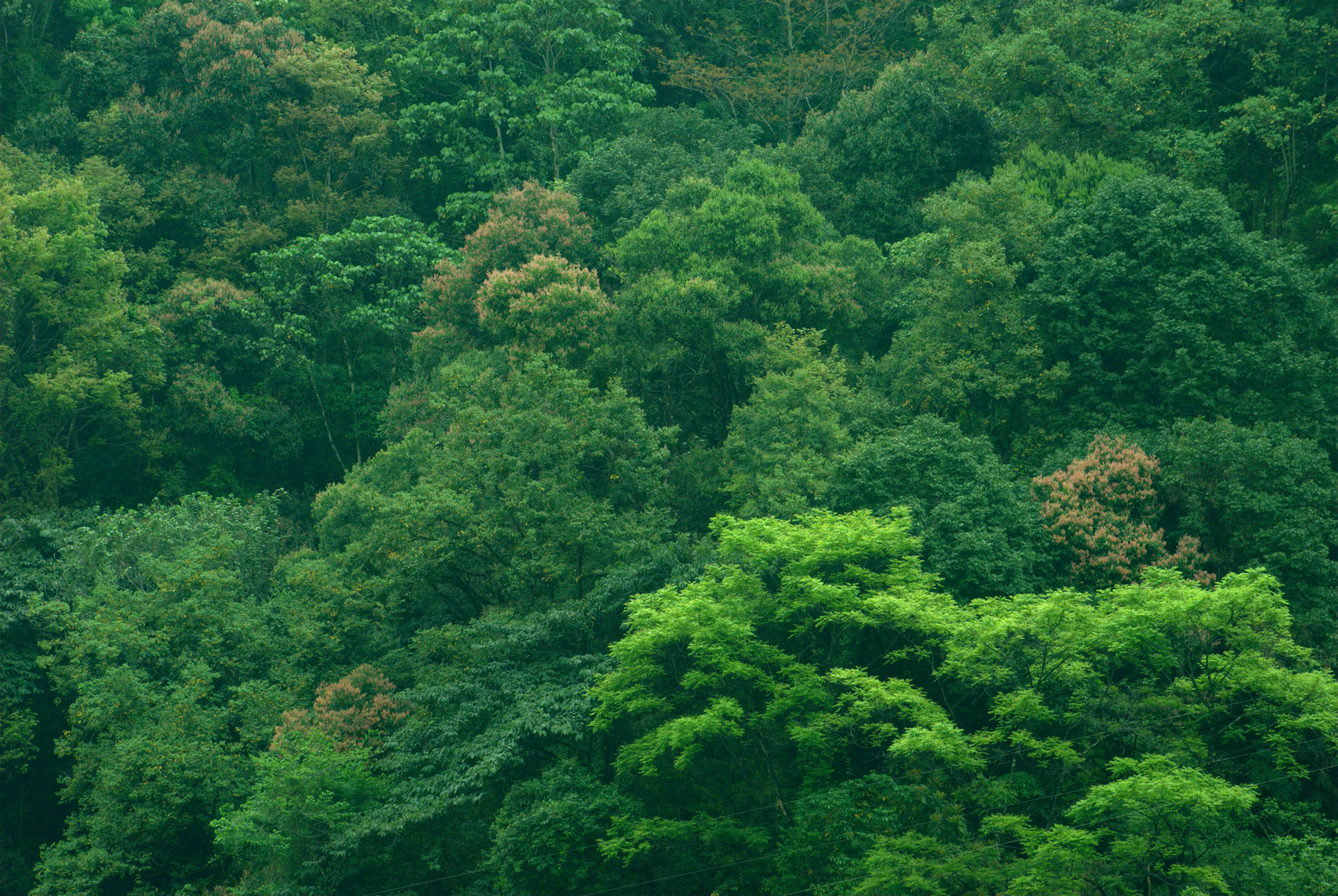
Frondaisons de la forêt sikkimaise.
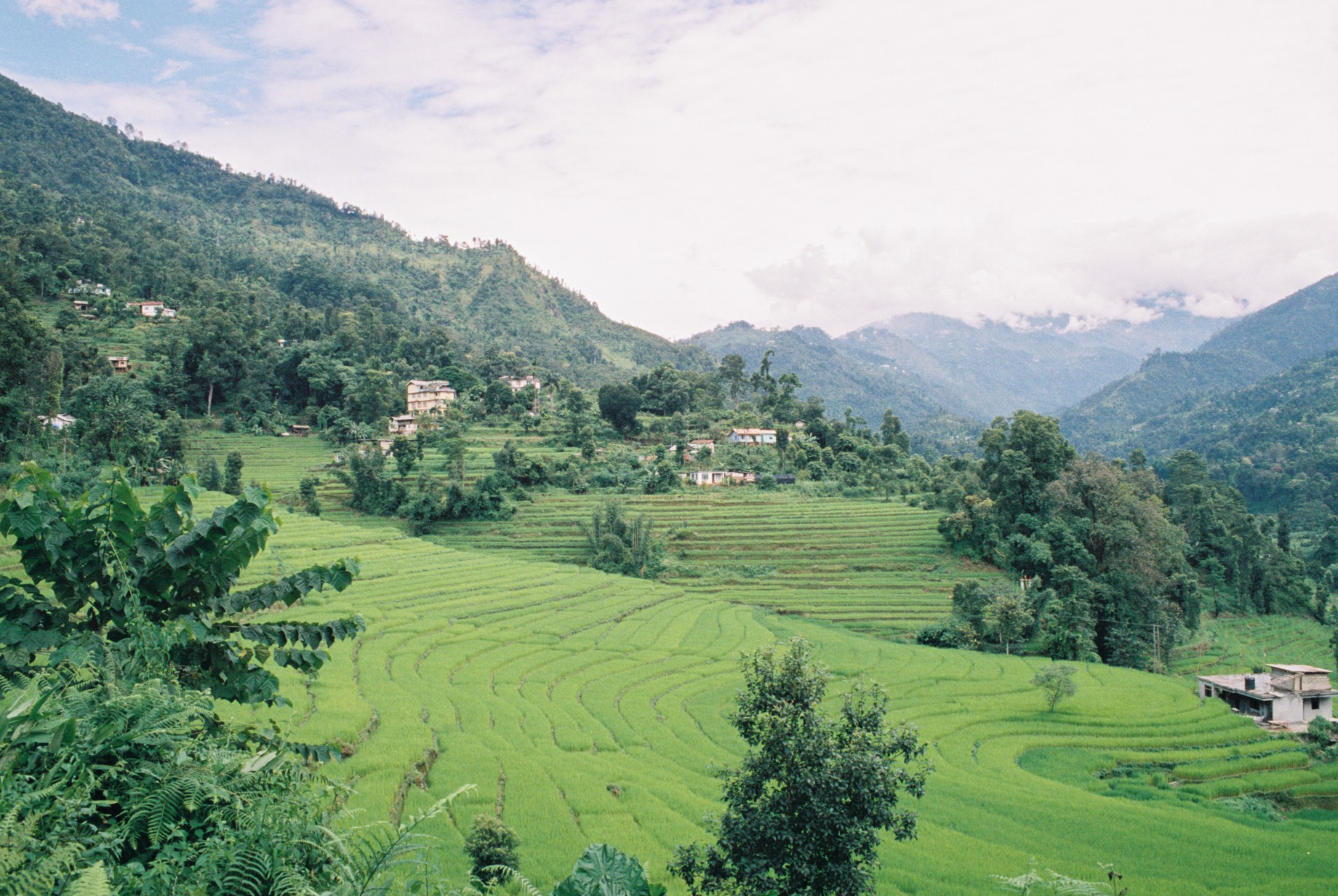
Rizières en terrasses.
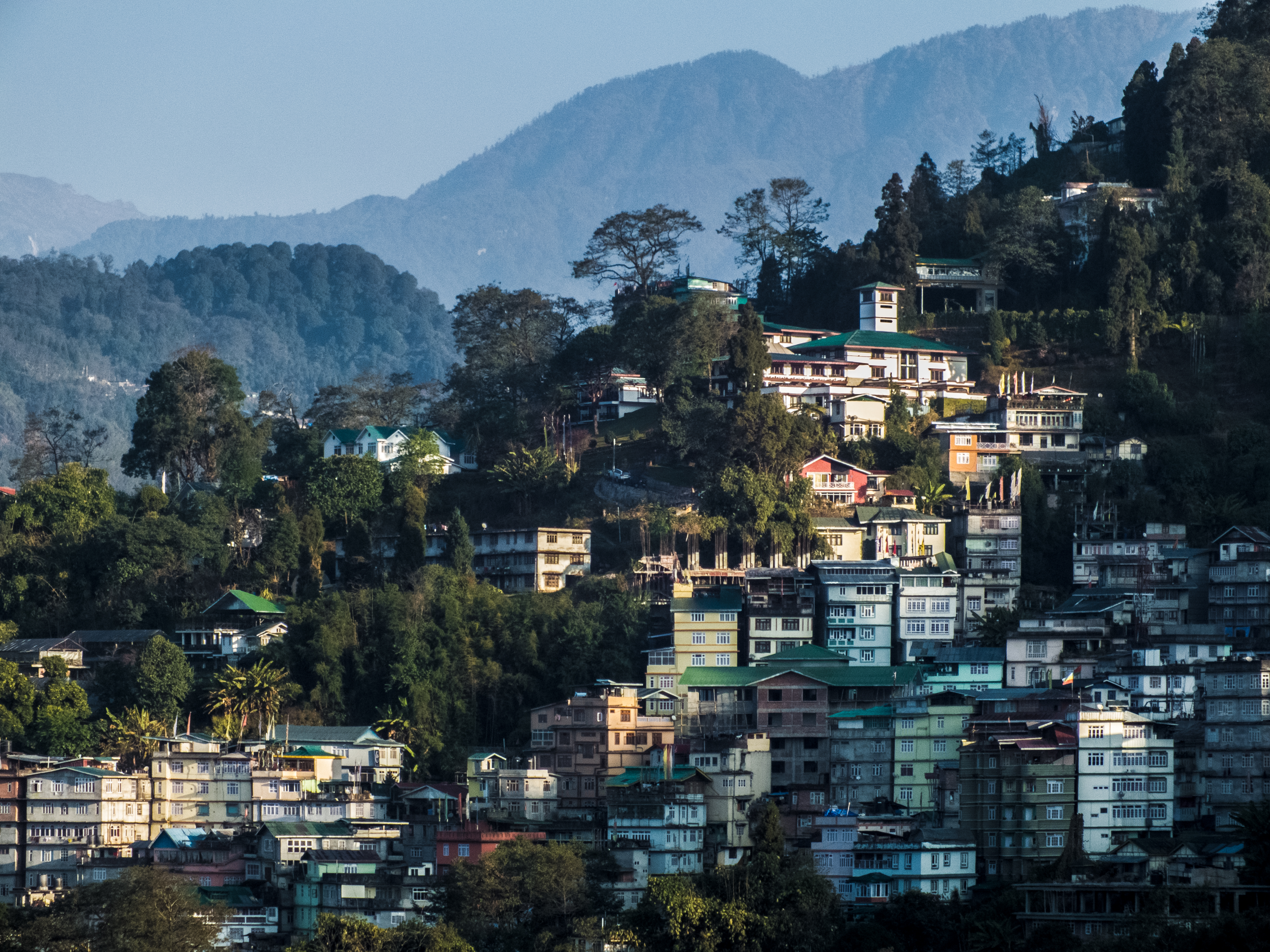
Ville de Gangtok vue depuis Tibet Road.
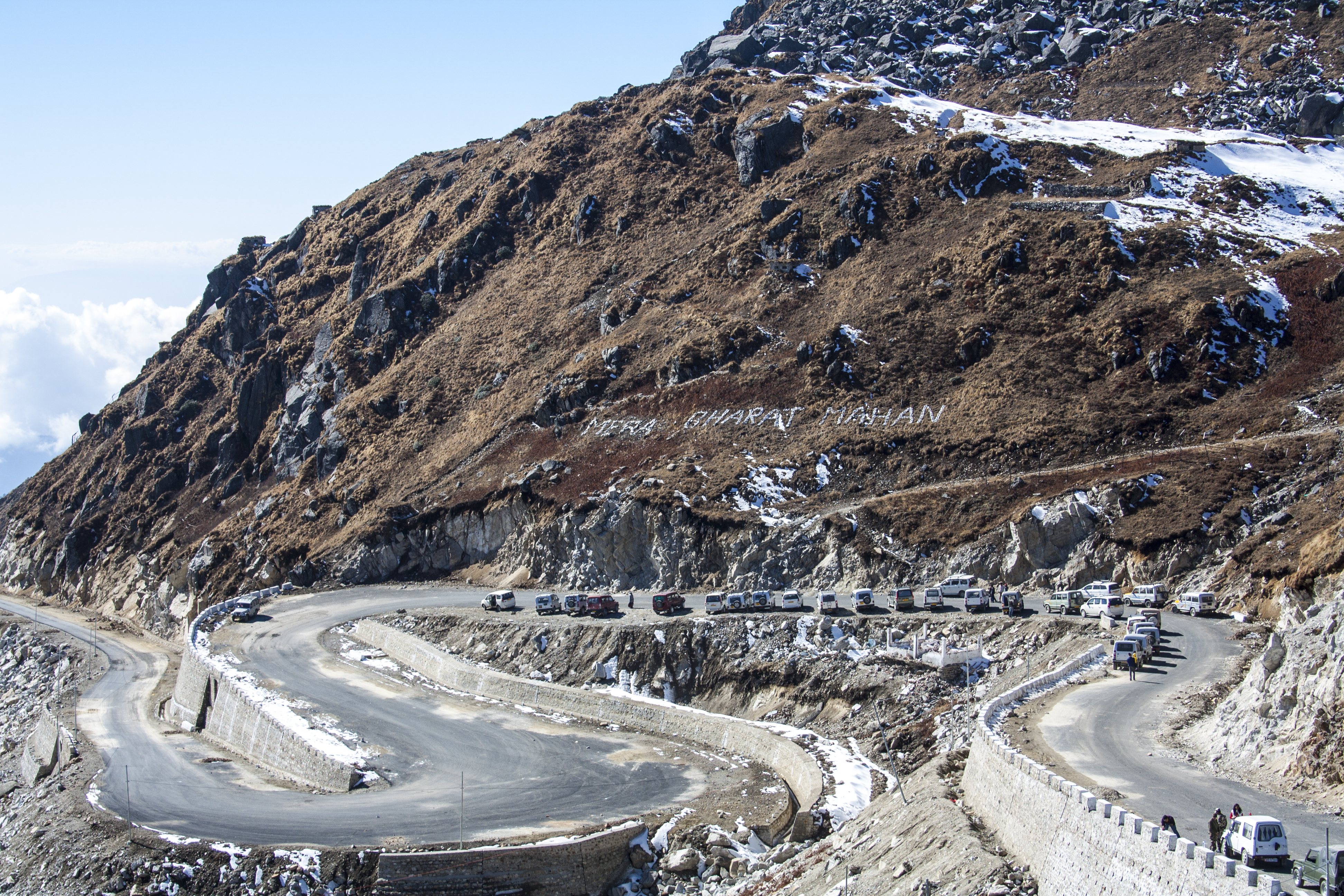
Col de Nathu La sur l'axe routier entre l'Inde et la Chine.
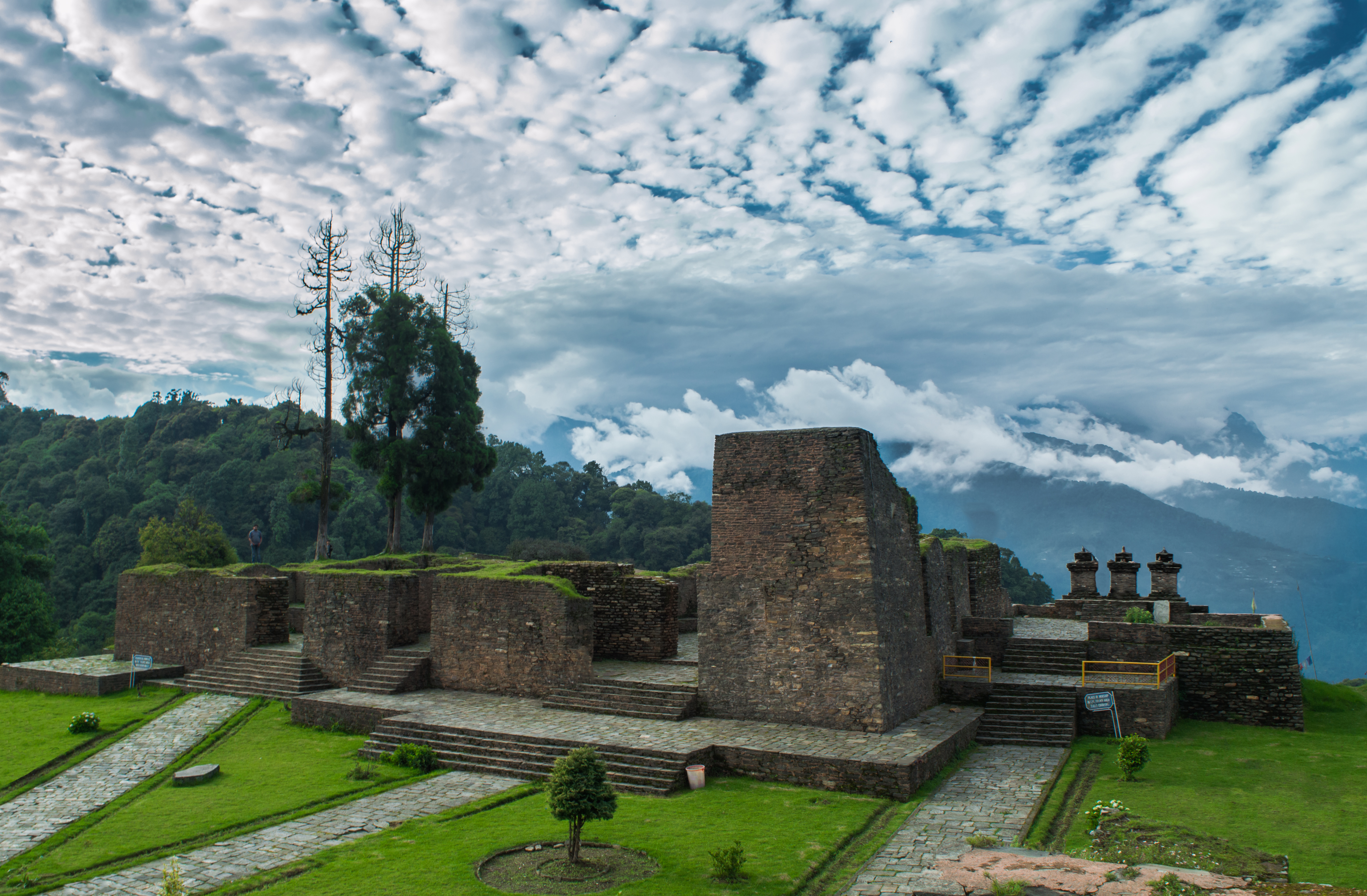
Vestiges de Rabdentse, l'ancienne capitale du royaume.
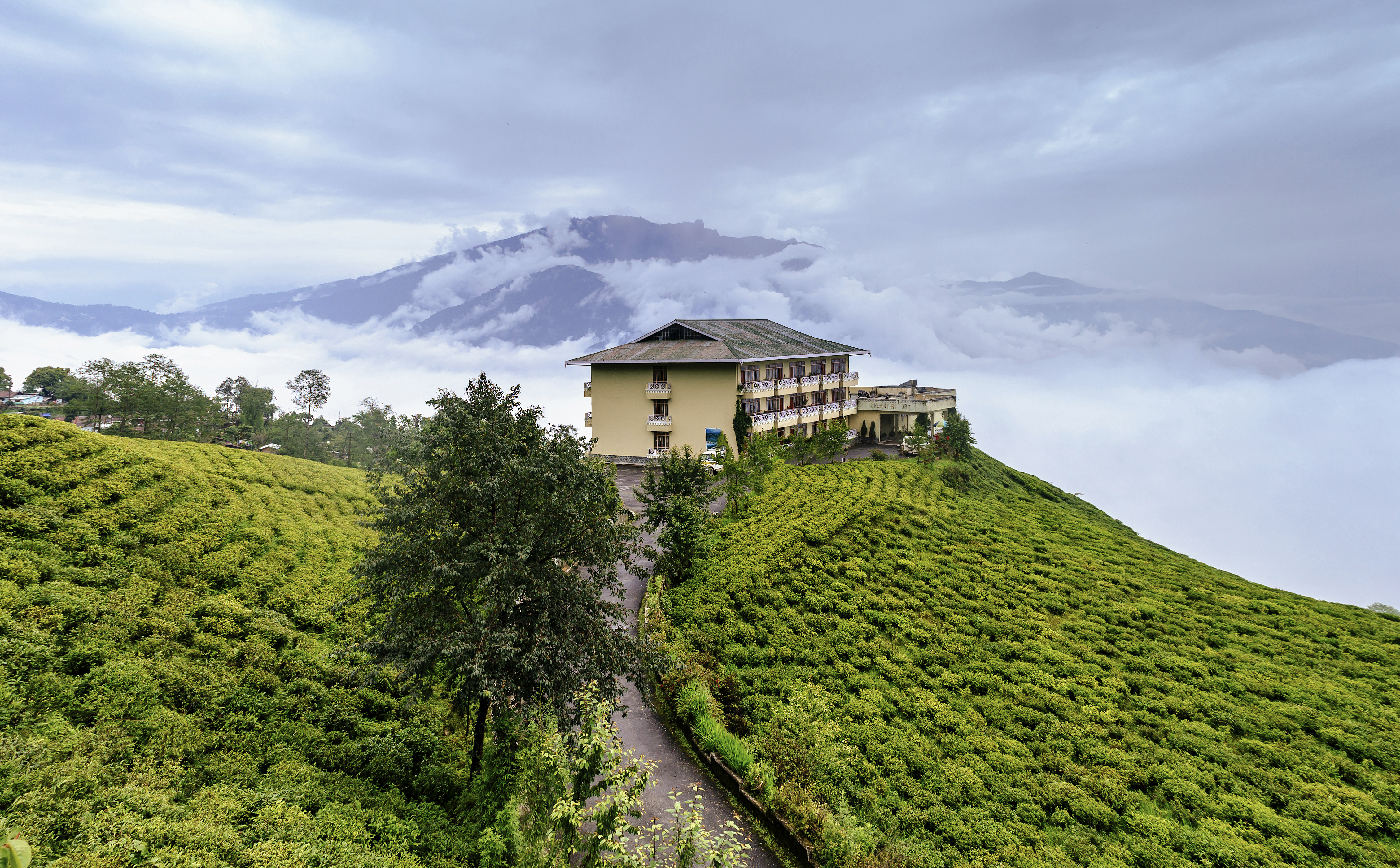
Hôtel dans la plantation de thé de Temi.

## Le Sikkim dans la culture
Alexandra David-Néel arrive au Sikkim en 1912. En 1955, Serge Bourguignon, Didier Tarot et Victor Barlandelli sont les premiers Occidentaux à avoir été autorisés à pénétrer au Sikkim. Ils y tourneront un long-métrage documentaire, Sikkim, terre secrète, encore inédit aujourd'hui, ainsi qu'un disque de musiques tibétaines. Serge Bourguignon raconte ce voyage dans un ouvrage, Sikkim ou le Langage du sourire.